# 川井太貴
川井 太貴（かわい たいき、1997年4月30日 - ）は、トップイーストリーグAグループAZ-COM丸和MOMOTARO'Sに所属するラグビー選手。

## プロフィール
- 大阪府出身[1]。
- ポジションはウィング(WTB)。
- 身長 173cm、体重 84kg

## 略歴
2016年、常翔学園高校卒業後、近畿大学に加入。
2020年、近畿大学卒業後、日野レッドドルフィンズに加入。
2021年3月6日に行われたジャパンラグビートップリーグ第3節の神戸製鋼コベルコスティーラーズ戦にて先発出場で公式戦初出場を果たす。
2024年8月、AZ-COM丸和MOMOTARO'Sに加入。